# Yunguyo (provincie)
Yunguyo is een provincie in de regio Puno in Peru. De provincie heeft een oppervlakte van  288 km² en telt 47.396 inwoners (2015). De hoofdplaats van de provincie is het district Yunguyo.

## Bestuurlijke indeling
De provincie Yunguyo is verdeeld in zeven districten, UBIGEO tussen haakjes:
- (211302) Anapia
- (211303) Copani
- (211304) Cuturapi
- (211305) Ollaraya
- (211306) Tinicachi
- (211307) Unicachi
- (211301) Yunguyo, hoofdplaats van de provincie

Azángaro · Carabaya · Chucuito · El Collao · Huancane · Lampa · Melgar · Moho · Puno · San Antonio de Putina · Sandia · San Román · Yunguyo